# Pont de Sandridge
Le Pont de Sandridge  est un ancien pont ferroviaire franchissant le Yarra à Melbourne, Victoria, Australie, qui a été réaménagé en  2006  en zone pour piéton et piste cyclable.

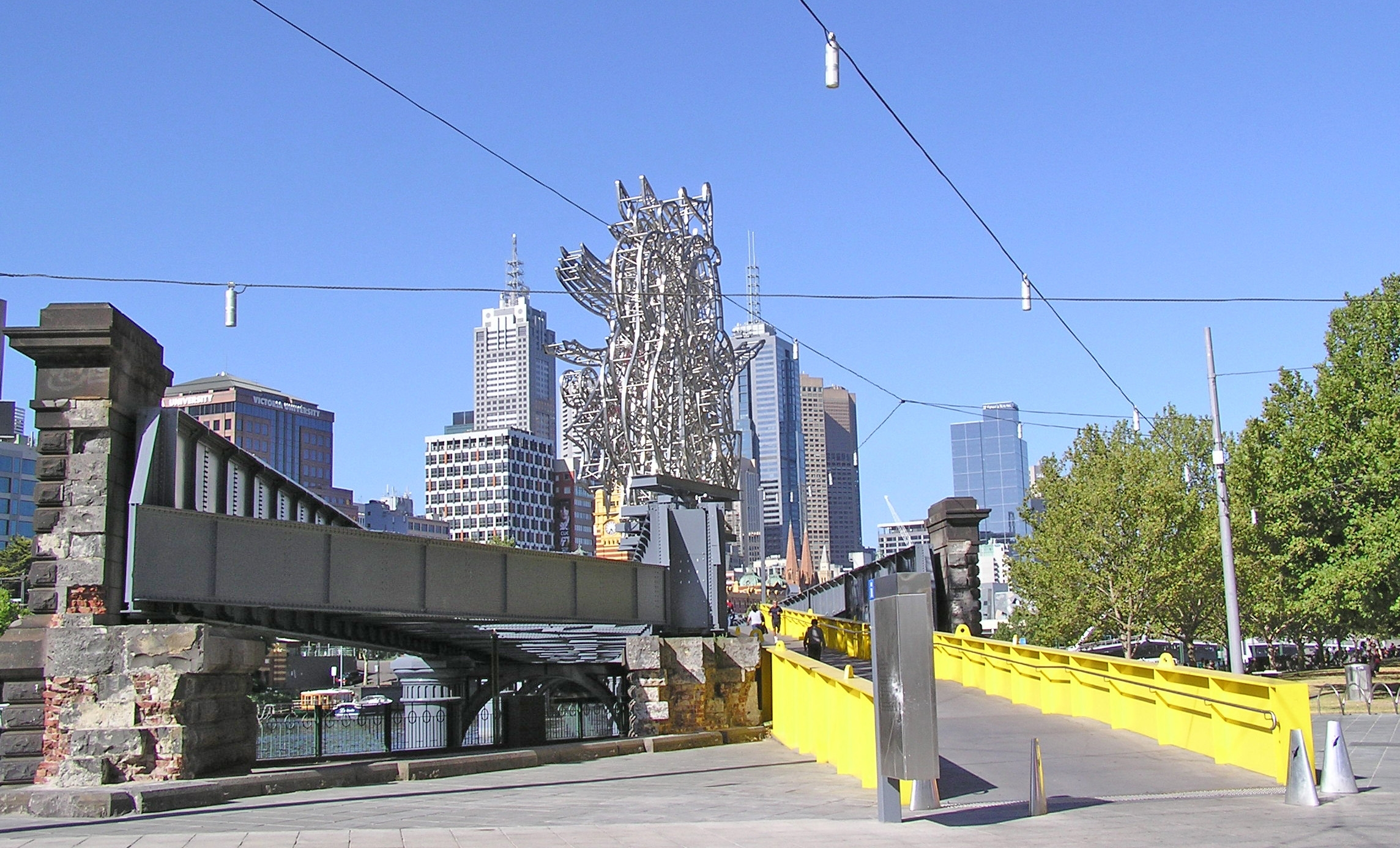
Le pont après le réaménagement.